# Rodolfo Marán
Pour les articles homonymes, voir Maran.
Rodolfo Marán (né le 24 mai 1897 à Montevideo en Uruguay et mort en 1983 à Durazno) est un joueur de football international uruguayen, qui évoluait au poste d'attaquant et de milieu de terrain.

## Biographie

### Carrière en club
Avec le Club Nacional, il remporte six championnats d'Uruguay.

### Carrière en sélection
Avec l'équipe d'Uruguay, il joue 14 matchs (pour aucun but inscrit) entre 1916 et 1923. 
Il figure dans le groupe des sélectionnés lors des championnats sud-américains de 1916, de 1917, de 1919 et de 1922. La sélection uruguayenne remporte la compétition en 1916 et 1917.

## Palmarès
| Club Nacional - Championnat d'Uruguay (6) : - Champion : 1917, 1919, 1920, 1922, 1923 et 1924. |  | Uruguay - Championnat sud-américain (2) : - Vainqueur : 1916 et 1917. |